# Krysten Ritter
Krysten Alyce Ritter (sinh ngày 16 tháng 12 năm 1981) là nữ diễn viên người Mỹ. Sau thời gian đầu làm người mẫu, cô chuyển qua truyền hình với các vai trong phim Veronica Mars (2005–2006, đài UPN) và Gilmore Girls (2006–2007, đài CW). Cô sau đó được biết tới rộng rãi qua vai Jane Margolis trong sê-ri Breaking Bad (2009–2010, đài AMC) và phim điện ảnh ngoại truyện El Camino (2019). Từ năm 2012 tới 2013, cô thủ vai chính trong sitcom Don't Trust the B---- in Apartment 23 của kênh ABC. Năm 2015, cô vào vai Jessica Jones trong các sê-ri Jessica Jones (2015–2019) và The Defenders (2017), thuộc Vũ trụ Điện ảnh Marvel. Cô cũng từng góp mặt trong phim truyền hình Love & Death (2023).
Ở lĩnh vực điện ảnh, một số phim đầu tay của cô có thể kể đến như 27 Dresses (2007), What Happens in Vegas (2008), Confessions of a Shopaholic (2009) và She's Out of My League (2010). Cô viết kịch bản, đồng sản xuất và thủ vai chính trong phim hài Life Happens năm 2011. Cô sau đó tiếp tục tham gia các phim Vamps (2012), Listen Up Philip (2014), Veronica Mars bản điện ảnh (2014), Big Eyes (2014), The Hero (2017) và Nightbooks (2021).
Bên cạnh sự nghiệp diễn xuất, Ritter là ca sĩ kiêm nhạc công guitar cho ban nhạc indie rock Ex Vivian, cô cũng đã ra mắt một cuốn tiểu thuyết trinh thám có tên Bonfire năm 2017.

## Tiểu sử
Ritter sinh ngày 16 tháng 12 năm 1981 tại Bloomsburg, bang Pennsylvania, cha mẹ là Garry Ritter và Kathi Taylor. Cô lớn lên ở vùng nông thôn của Shickshinny, Pennsylvania, sống với mẹ, cha dượng và chị gái, trong khi cha ruột cô sống ở khu Benton gần đó. Gia đình cô gốc Anh, Đức, Scotland.
Năm 15 tuổi, cô được mời làm mẫu sau một buổi tuyển chọn ở trung tâm thương mại quê nhà, Wyoming Valley Mall. Giai đoạn Trung học, cô từng tới Thành phố New York và Philadelphia để làm người mẫu, ký hợp đồng với Elite Model Management và Wilhelmina Models. Ritter sau đó chuyển hẳn tới New York để theo đuổi sự nghiệp, cô làm mẫu ảnh và cũng xuất hiện trên truyền hình. Cô từng chụp ảnh tạp chí, catalog và diễn catwalk tại Tokyo, New York, Paris, Milan.

## Đời tư
Năm 2007, Ritter chuyển từ Brooklyn tới sống tại Los Angeles. Cô ủng hộ quyền động vật, từng tham một số chiến dịch của PETA, trong đó có việc phản đối công viên SeaWorld nuôi nhốt cá voi sát thủ. Cô thích đan len và từng lên trang bìa tạp chí Vogue Knitting.
Ritter từng hẹn hò với nhạc sĩ Adam Granduciel từ năm 2014 tới 2021. Họ sinh được một con trai vào ngày 29 tháng 7 năm 2019.

## Danh sách phim

### Điện ảnh
| Năm  | Tên                             | Vai                | Ct                         |
| ---- | ------------------------------- | ------------------ | -------------------------- |
| 2001 | Someone Like You                | Người mẫu          | Không được ghi danh        |
| 2002 | Freshening Up                   | Cô gái trên sofa   | Phim ngắn                  |
| 2002 | Garmento                        | Người mẫu          |                            |
| 2003 | The Look                        | Mara               |                            |
| 2003 | Mona Lisa Smile                 | Sinh viên lịch sử  |                            |
| 2005 | Slingshot                       | Beth               |                            |
| 2007 | Heavy Petting                   |                    |                            |
| 2008 | The Last International Playboy  | Ozzy               |                            |
| 2008 | 27 Dresses                      | Gina the goth      |                            |
| 2008 | What Happens in Vegas           | Kelly              |                            |
| 2009 | Glock                           | Beretta            | Phim ngắn                  |
| 2009 | Confessions of a Shopaholic     | Suze Cleath-Stuart |                            |
| 2010 | She's Out of My League          | Patty              |                            |
| 2010 | How to Make Love to a Woman     | Lauren             |                            |
| 2011 | Killing Bono                    | Gloria             |                            |
| 2011 | Life Happens                    | Kim                | Đồng biên kịch và sản xuất |
| 2011 | Margaret                        |                    |                            |
| 2012 | BuzzKill                        | Nicole             |                            |
| 2012 | Vamps                           | Stacy Daimer       |                            |
| 2012 | Refuge                          | Amy                |                            |
| 2014 | Listen Up Philip                | Melanie            |                            |
| 2014 | Veronica Mars                   | Gia Goodman        |                            |
| 2014 | Asthma                          | Ruby               |                            |
| 2014 | Search Party                    | Christy            |                            |
| 2014 | Big Eyes                        | DeAnn              |                            |
| 2017 | The Hero                        | Lucy Hayden        |                            |
| 2019 | El Camino: A Breaking Bad Movie | Jane Margolis      |                            |
| 2021 | Nightbooks                      | Natacha            |                            |
| 2024 | Sonic the Hedgehog 3            | Rockwell           |                            |